# خطوطی سد جیر
خطوطی سد جیر (به عربی: خطوطی سد الجیر) یک شهرداری در الجزایر است که در استان مسیله واقع شده‌است.